# Ferocactus fordii
Ferocactus fordii là một loài thực vật có hoa trong họ Cactaceae. Loài này được (Orcutt) Britton & Rose mô tả khoa học đầu tiên năm 1922.

## Hình ảnh

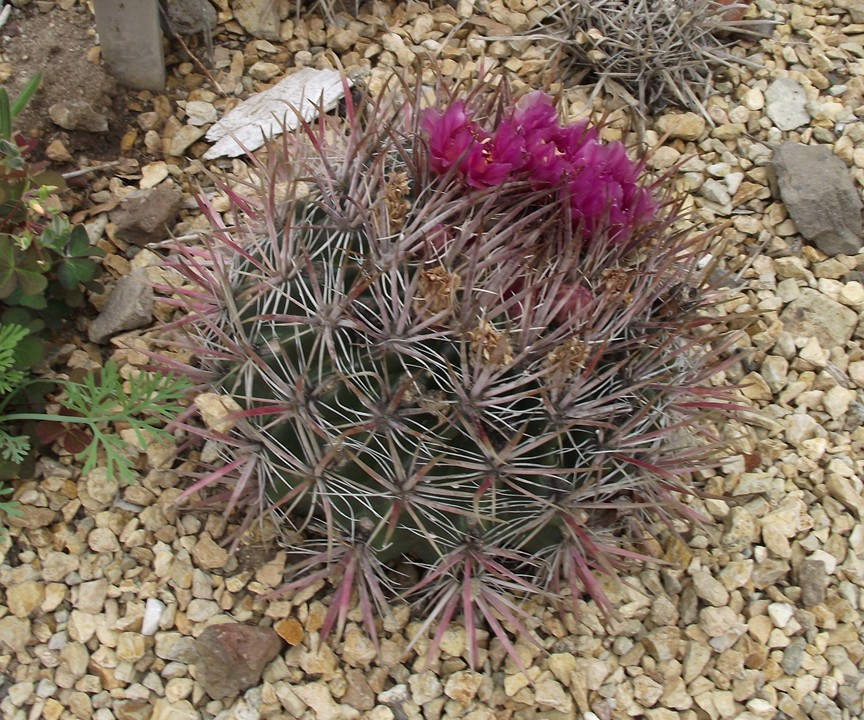
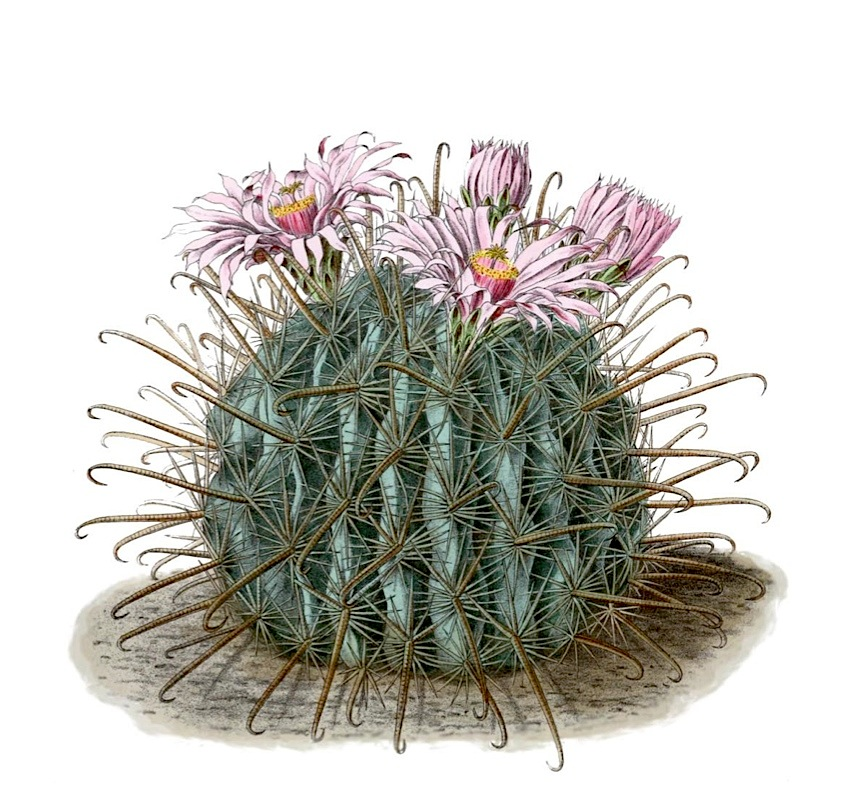
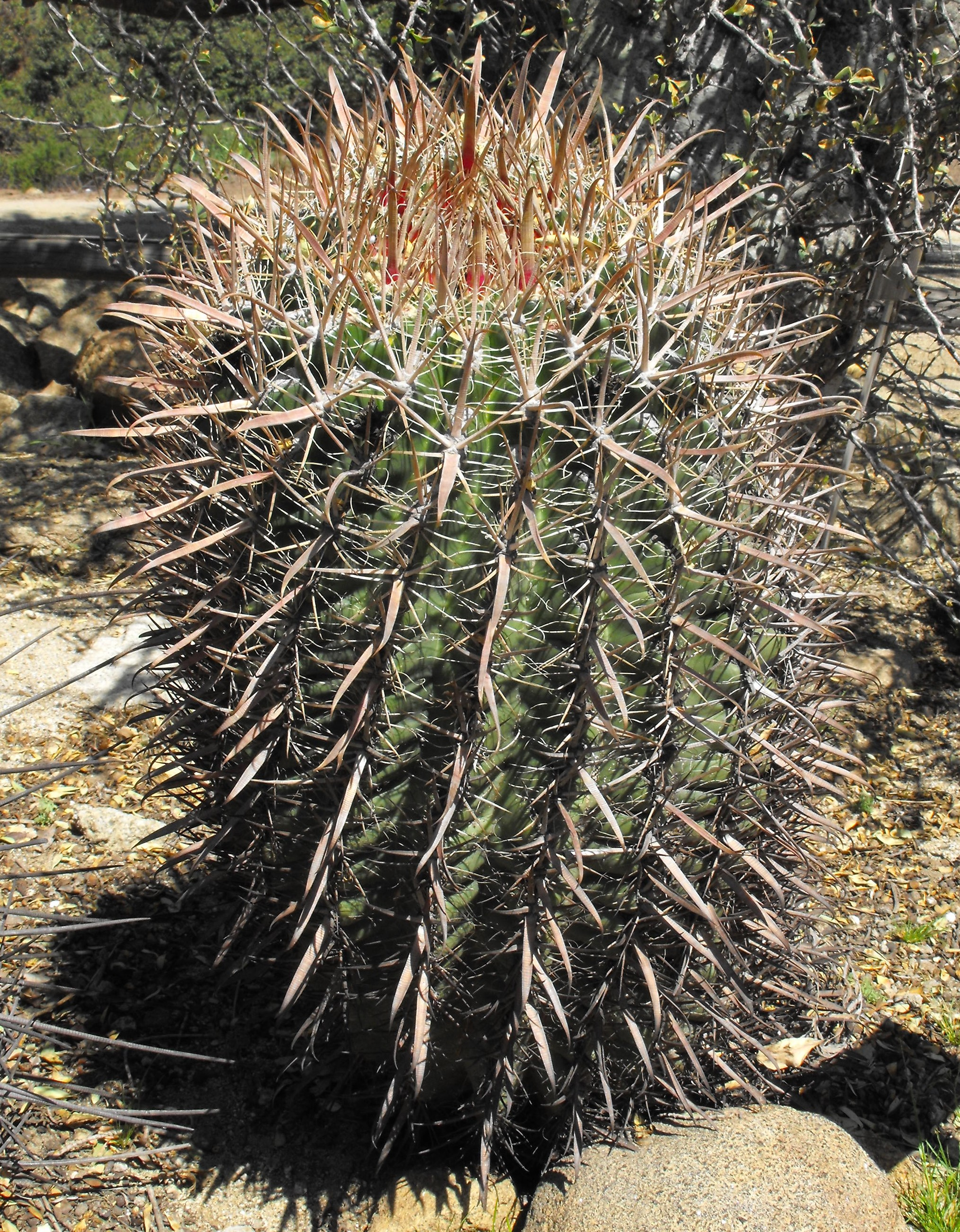